# Flakstadøya
Flakstadøya es una isla en el archipiélago Lofoten en el condado de Nordland, Noruega. Está localizada en el municipio de Flakstad con el mar de Noruega al lado oeste de la isla.

## Geografía
La isla está conectada a la isla vecina de Moskenesøya a través del Puente Kåkern. La ruta europea E10 cruza la isla y conectando las islas vecinas.
Hay varios pueblos en la isla que incluye el centro administrativo del municipio, Ramberg, y otros como Fredvang, Nusfjord, Sund, Vikten, y Napp.

## Galería

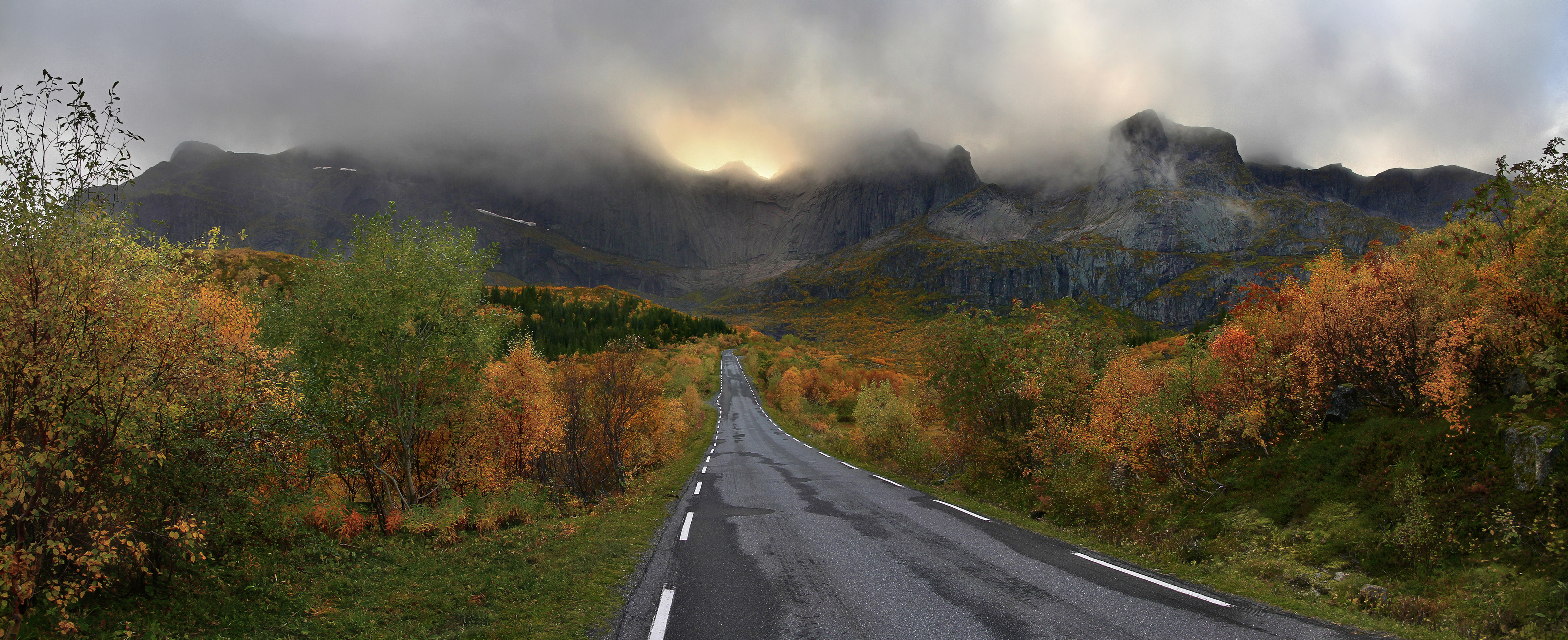
Un macizo montañoso de Flakstadøya y la carretera de Nusfjord.
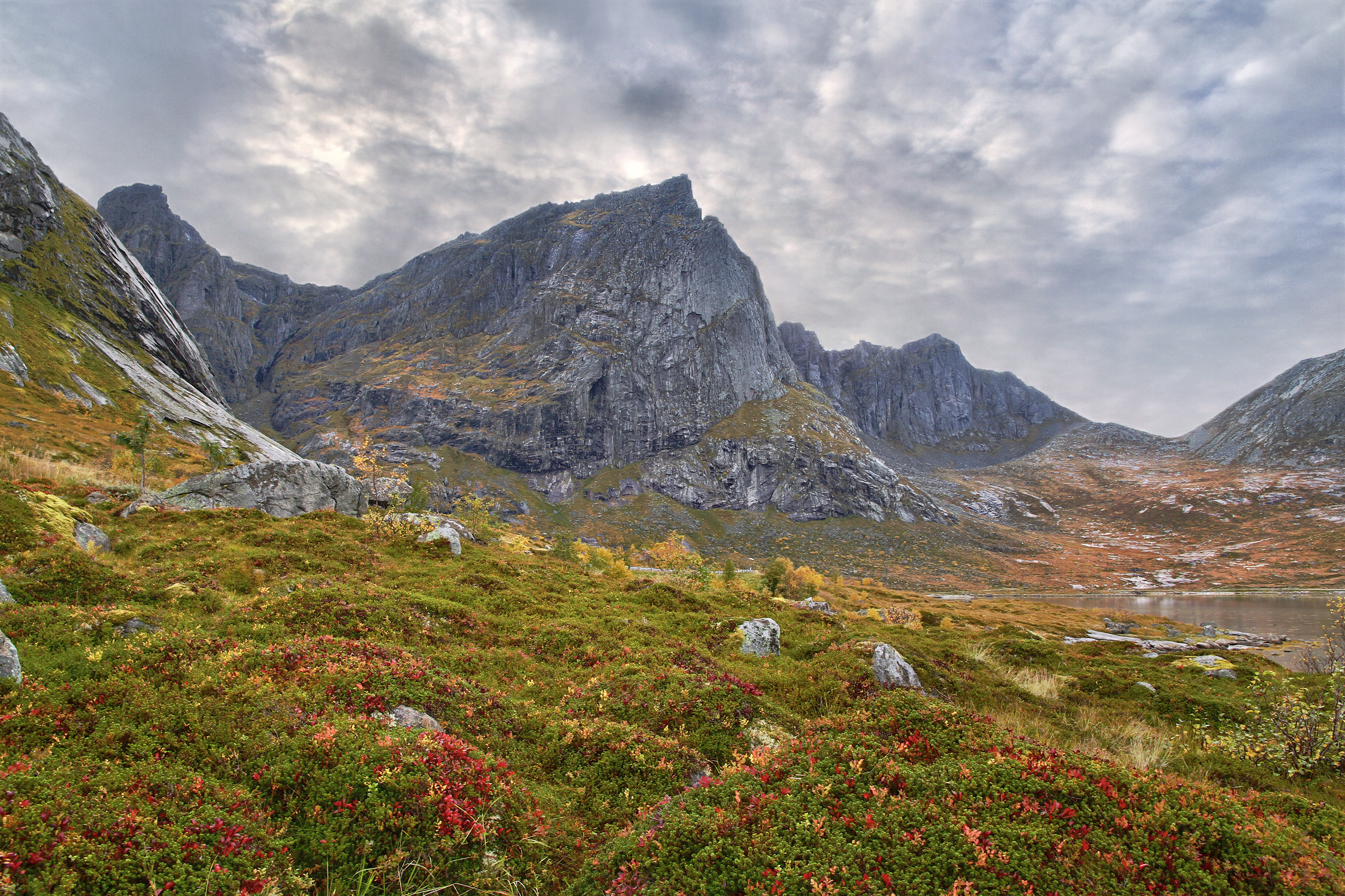
La cara este de Stabben, Stortinden y Moltinden en la isla de Flakstadøya.
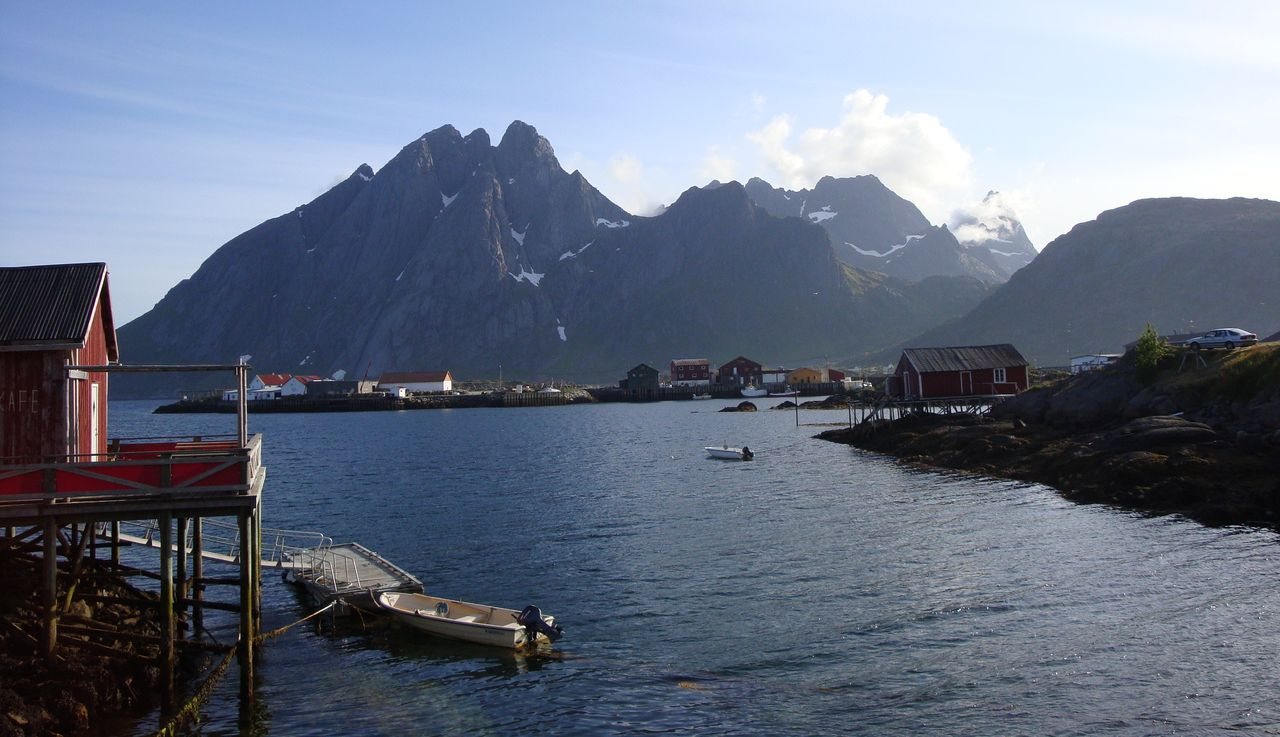
Vista del pueblo de Sund.
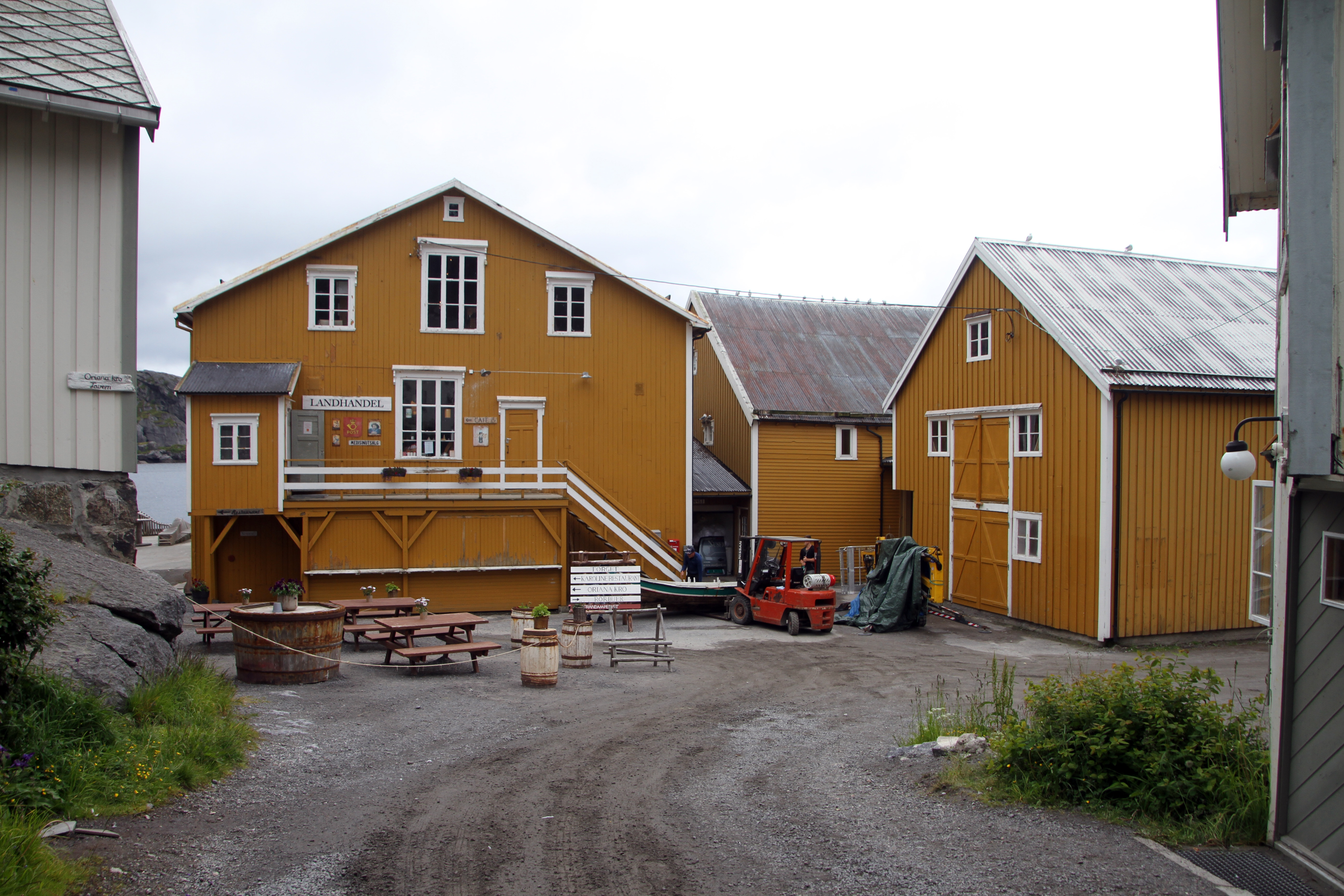
Nusfjord
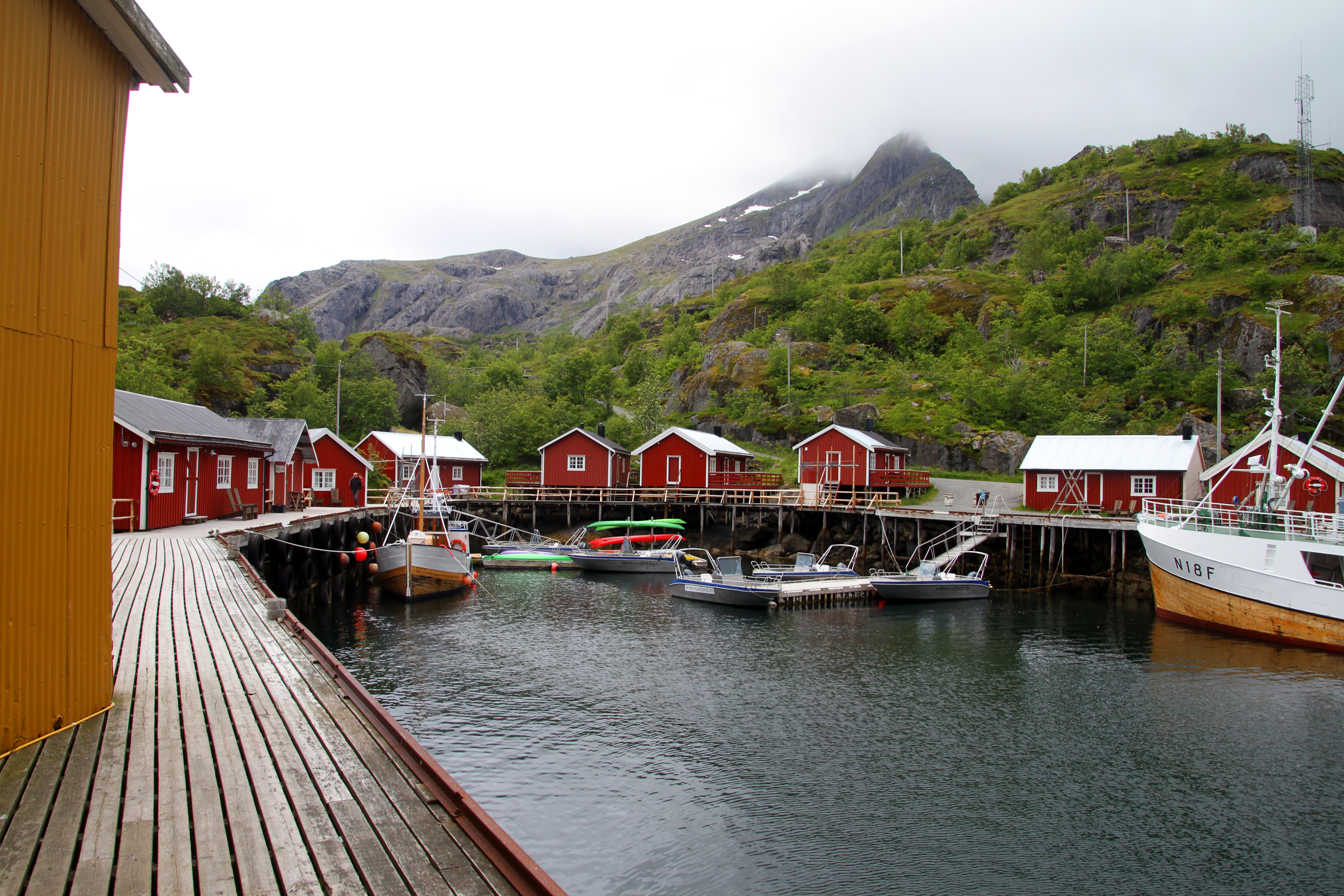
Nusfjord